# Juan Olmo
Juan Olmo Menacho (El Cuervo de Sevilla, provincia de Sevilla, 5 de marzo de 1978) es un exciclista profesional español. Debutó con el equipo Barbot-Siper. Se retiró en 2008, en el equipo de su tierra, el Andalucía-CajaSur.
Su hermano menor, Antonio Olmo, también fue ciclista profesional. Además fueron compañeros de equipo en 2007.

## Palmarés
2005
- 1 etapa del Tour de Normandía

## Resultados en Grandes Vueltas
| Carrera | Carrera         | 2002 | 2003 | 2004 | 2005 | 2006 | 2007 | 2008 |
| ------- | --------------- | ---- | ---- | ---- | ---- | ---- | ---- | ---- |
|         | Giro de Italia  | —    | —    | —    | —    | —    | —    | —    |
|         | Tour de Francia | —    | —    | —    | —    | —    | —    | —    |
|         | Vuelta a España | —    | —    | —    | —    | —    | 91.º | —    |

—: no participa

Ab.: abandono

## Equipos
- Barbot (2002-2004)
- Duja-Tavira (2005)
- Andalucía (2006-2008)
  - Andalucía-Paul Versán (2006)
  - Andalucía-Cajasur (2007-2008)